# Auslands-Rechtsauskunftgesetz
Das Gesetz zur Ausführung des Europäischen Übereinkommens betreffend Auskünfte über ausländisches Recht und seines Zusatzprotokolls (Auslands-Rechtsauskunftgesetz – AuRAG) setzt in Deutschland die völkerrechtliche Verpflichtung aus dem Europäischen Übereinkommen betreffend Auskünfte über ausländisches Recht und seinem Zusatzprotokoll um.
Informationen über ausländisches Recht werden z. B. in Gerichtsverfahren benötigt. Nach § 293 der deutschen Zivilprozessordnung ist das Gericht bei der Ermittlung ausländischer Rechtsnormen nicht auf die von den Parteien beigebrachten Nachweise beschränkt; es kann auch andere Erkenntnisquellen benutzen und das Erforderliche anzuordnen. Hierzu kann das Verfahren nach dem Europäischen Übereinkommen dienen.
Danach hat jede Vertragspartei eine Empfangsstelle einzurichten oder zu bestimmen, die Auskunftsersuchen einer anderen Vertragspartei entgegennimmt (Art. 2), die es beantwortet oder das Ersuchen an eine andere staatliche oder eine öffentliche Stelle zur Beantwortung weiterleitet (Art. 6). Ferner kann jede Vertragspartei eine oder mehrere Übermittlungsstellen errichten oder bestimmen, die die von ihren Gerichten ausgehenden Auskunftsersuchen entgegennehmen und der zuständigen ausländischen Empfangsstelle übermitteln (Art. 2 Abs. 2). Die Aufgabe der Übermittlungsstelle kann auch der Empfangsstelle übertragen werden.
Nach Art. 7 des Übereinkommens ist Zweck der Antwort, das anfragende Gericht in objektiver und unparteiischer Weise über das Recht des ersuchten Staates zu unterrichten.

## Zuständigkeit
In Deutschland ist das Bundesjustizministerium Empfangsstelle (§ 9 Abs. 1 AuRAG) sowie Übermittlungsstelle für Ersuchen, die vom Bundesverfassungsgericht oder von Bundesgerichten ausgehen. Für andere Ersuchen nehmen die von den Landesregierungen bestimmten Stellen die Aufgaben der Übermittlungsstellen wahr. Dies sind in den meisten Ländern die jeweiligen obersten Landesjustizbehörden; in Hessen der Präsident/die Präsidentin des OLG Frankfurt a. M., in Sachsen der Präsident/die Präsidentin des OLG Dresden.